# Камыш-Заря
Камы́ш-За́ря (укр. Коми́ш-Зо́ря) — посёлок, Камыш-Зарянская поселковая община, Пологовский район, Запорожская область, Украина.
Является административным центром Камыш-Зарянской поселковой общины.
Со 2 марта 2022 года посёлок находится под российской оккупацией.

## Географическое положение
Посёлок городского типа Камыш-Заря находится у истоков реки Грузкая, на расстоянии в 0,5 км от села Новокаменка и в 3-х км от пгт Каменка. Через посёлок проходят автомобильная дорога Т-0819 и железная дорога, станция Камыш-Заря.

## История
- Станция Цареконстантиновка построена в 1905 году и названа по имени рядом стоящего села Цареконстантиновка (ныне районный центр Камянка).
- В 1909—1910 годах образован хутор Камыш.
- В 1928—1937 годах образован рабочий посёлок Заря.
- В 1938 год хутор Камыш и рабочий посёлок Заря объединены в посёлок городского типа Камыш-Заря.
- В 1974 году железнодорожную станцию Цареконстантиновка переименовали в Камыш-Заря.

В 1989 году численность населения составляла 2826 человек.
На 1 января 2013 года численность населения составляла 2311 человек.
В марте 2022 года посёлок был оккупирован российскими войсками в ходе вторжения России на Украину.

## Экономика
- Элеватор[4]
- Комбикормовый завод
- Рынок (КП «Мрія»)

## Объекты социальной сферы
- Школа
- Детский сад
- Амбулатория
- Дом культуры
- Стадион

## Достопримечательности
- Братская могила советских воинов
- Памятник трактору

## Религия
- Храм во имя святого мученика Серафима
- Женский монастырь (при храме)
- Дом молитвы Евангельских Христиан Баптистов (ЕХБ)
- Мечеть СВ Мустафы-Кемаля.